# Паркинсон, Клэр
Клэр Паркинсон (Claire L. Parkinson; род. 21 марта 1948, Лонг-Айленд) — американский климатолог, специалист по морскому льду, а также в области анализа спутниковых данных и по глобальному потеплению.
Доктор философии (1977), сотрудница Центра космических полётов имени Годдарда НАСА (с 1978 года, старший фелло с 2005 года), член Американского философского общества (2010), Национальных Академии наук (2016) и Инженерной академии (2009) США.

## Биография
С 1960 года в Вермонте.
Окончила с отличием Колледж Уэллсли (бакалавр математики, 1970), степени магистра (1974) и доктора философии (1977) по географии/климатологии получила в Университета штата Огайо. С июля 1978 года климатолог Центра космических полётов Годдарда НАСА, с 2005 года старший фелло.
С 1993 года также научный сотрудник проекта спутника Aqua, запущенного в мае 2002 года.
Проводила полевые исследования как в Арктике, так и в Антарктике.
Также занимается историей и философией науки.
Член Американской академии искусств и наук (2018).
Фелло Американского метеорологического общества (2001) и Phi Beta Kappa (1997), Американской ассоциации содействия развитию науки (2011), AGU (2016).
Автор книги Coming Climate Crisis? Consider the Past, Beware the Big Fix (2010).

## Награды и отличия
- Медаль «За исключительные заслуги» НАСА (2001)
- Медаль «За выдающееся лидерство» НАСА (2003)
- Richard P. Goldthwait Polar Medal (2004)
- Медаль «За исключительные достижения» НАСА (2008)
- Remote Sensing Prize Американского метеорологического общества (2011)
- William Nordberg Memorial Award Центра космических полётов Годдарда НАСА (2015)
- Медаль Роджера Ревелла Американского геофизического союза (2020)
- Samuel J. Heyman Service to America Medal[англ.] (2020)[9]